# Pachydema sancta
Pachydema sancta är en skalbaggsart som beskrevs av George Robert Crotch 1872. Pachydema sancta ingår i släktet Pachydema och familjen Melolonthidae. Inga underarter finns listade i Catalogue of Life.